# Barbie: The Album
Barbie: The Album ist der Soundtrack basierend auf dem Film Barbie aus dem Jahr 2023.

## Hintergrund
Die Erstveröffentlichung von Barbie: The Album erfolgte am 21. Juli 2023 durch Atlantic Records, für den Vertrieb war Warner Music zuständig. Dieses erschien gleichzeitig auf CD, zum Download und Streaming sowie auf Vinylplatte. Das Album erschien am Tag der Erstveröffentlichung in verschiedenen Ausführungen. Das Standardalbum setzt sich dabei aus 17 Titeln, die Deluxeversion aus 19 Titeln zusammen.

## Titelliste
| #  | Titel                     | Musiker                      | Länge |
| -- | ------------------------- | ---------------------------- | ----- |
| 1  | Pink                      | Lizzo                        | 2:23  |
| 2  | Dance the Night           | Dua Lipa                     | 2:56  |
| 3  | Barbie World              | Nicki Minaj, Ice Spice, Aqua | 1:49  |
| 4  | Speed Drive               | Charli XCX                   | 1:57  |
| 5  | Watati                    | Karol G, Aldo Ranks          | 2:46  |
| 6  | Man I Am                  | Sam Smith                    | 3:07  |
| 7  | Journey to the Real World | Tame Impala                  | 1:27  |
| 8  | I’m Just Ken              | Ryan Gosling                 | 3:42  |
| 9  | Hey Blondie               | Dominic Fike                 | 2:21  |
| 10 | Home                      | Haim                         | 3:46  |
| 11 | What Was I Made For?      | Billie Eilish                | 3:42  |
| 12 | Forever & Again           | The Kid Laroi                | 2:19  |
| 13 | Silver Platter            | Khalid                       | 2:45  |
| 14 | Angel                     | PinkPantheress               | 2:03  |
| 15 | Butterflies               | Gayle                        | 2:16  |
| 16 | Choose Your Fighter       | Ava Max                      | 2:17  |
| 17 | Barbie Dreams             | Fifty Fifty, Kaliii          | 2:29  |

| #  | Titel          | Musiker                           | Länge |
| -- | -------------- | --------------------------------- | ----- |
| 18 | Push           | Ryan Gosling                      | 3:23  |
| 19 | Closer to Fine | Brandi Carlile, Catherine Carlile | 5:52  |

## Rezeption

### Rezensionen
| Professionelle Bewertungen | Professionelle Bewertungen |
| -------------------------- | -------------------------- |
| Kritiken                   |                            |
| Quelle                     | Bewertung                  |
| NME                        | [ 5 ]                      |

Der NME schrieb: „Despite its underwhelming second half, ‘Barbie’ is packed with a surprising diversity of sounds paying homage to the Mattel muse. The soundtrack has some wonderful highs and some miserable lows – but then again, it’s not all rosy in Barbie Land…“ („Außer seiner stark abfallenden zweiten Hälfte ist Barbie mit einer überraschenden Vielfältigkeit von Klängen vollgepackt, die der Mattel-Muse Tribute zollen. Der Soundtrack hat einige wundervolle Höhen und einige miserable Tiefen – also, es ist mal wieder nicht alles rosig im Barbie-Land…“)

### Auszeichnungen
Im Rahmen der Oscarverleihung 2024 wurden mit Dance The Night, I’m Just Ken und What Was I Made For? gleich drei Lieder in eine Shortlist der Kategorie Bester Song aufgenommen. Die letzten beiden Lieder wurden schließlich auch nominiert.
Billboard Music Awards 2023
- Auszeichnung als Bester Soundtrack

Critics’ Choice Movie Awards 2024
- Nominierung als Bester Filmsong (Dance the Night)
- Auszeichnung als Bester Filmsong (I’m Just Ken)
- Nominierung als Bester Filmsong (What Was I Made For?)

Golden Globe Awards 2024
- Auszeichnung als Bester Filmsong (What Was I Made For?)
- Nominierung als Bester Filmsong (Dance The Night)
- Nominierung als Bester Filmsong (I’m Just Ken)

Grammy Awards 2024
- Auszeichnung als Bester zusammengestellter Soundtrack für visuelle Medien
- Nominierung als Single des Jahres (What Was I Made For?)
- Auszeichnung als Song des Jahres (What Was I Made For?)
- Nominierung als Song des Jahres (Dance The Night)
- Auszeichnung als Best Song Written For Visual Media (What Was I Made For?, Billie Eilish und Finneas O’Connell)
- Nominierung als Best Song Written For Visual Media (I’m Just Ken, Mark Ronson, Andrew Wyatt und Ryan Gosling)
- Nominierung als Best Song Written For Visual Media (Barbie World, Naija Gaston, Ephrem Louis Lopez Jr., Onika Maraj, Nicki Minaj und Ice Spice Featuring Aqua)
- Nominierung als Best Song Written For Visual Media (Dance The Night, Caroline Ailin, Dua Lipa, Mark Ronson und Andrew Wyatt)
- Nominierung als Beste Pop-Solodarbietung (What Was I Made For?, Billie Eilish)
- Nominierung als Bester Rap-Song (Barbie World, Nicki Minaj, Ice Spice featuring Aqua, Isis Naija Gaston, Ephrem Louis Lopez Jr. und Onika Maraj)
- Nominierung für das Beste Musikvideo (What Was I Made For?, Billie Eilish, Michelle An, Chelsea Dodson und David Moore)

Hollywood Music in Media Awards 2023
- Auszeichnung für das Beste Soundtrack-Album
- Nominierung für die Beste Filmmusik – Science-Fiction-/Fantasyfilm (Mark Ronson und Andrew Wyatt)
- Auszeichnung als Bester Song – Spielfilm (What Was I Made For?, Billie Eilish und Finneas O’Connell)
- Nominierung als Bester Song – Spielfilm (I’m Just Ken, Mark Ronson, Andrew Wyatt und Ryan Gosling)
- Nominierung als Bester Song – Onscreen Performance (I’m Just Ken, Ryan Gosling)[7][8]

Online Film Critics Society Awards 2024
- Auszeichnung als Bester Original Song (I’m Just Ken)
- Auszeichnung als Bester Original Song  (What Was I Made For?)[9]

Satellite Awards 2023
- Nominierung als Bester Song (I’m Just Ken, Mark Ronson und Andrew Wyatt)
- Nominierung als Bester Song (What Was I Made For?, Billie Eilish und Finneas O’Connell)[10]

Society of Composers & Lyricists Awards 2024
- Nominierung als Bester Song – Comedy or Musical Visual Media Production (I’m Just Ken, Mark Ronson und Andrew Wyatt)
- Nominierung als Bester Song – Comedy or Musical Visual Media Production (What Was I Made For?, Billie Eilish und Finneas O’Connell)[11]

## Kommerzieller Erfolg

### Chartplatzierungen
| ChartsChartplatzierungen       | Höchstplatzierung | Wochen |
| ------------------------------ | ----------------- | ------ |
| Deutschland (GfK)              | 6 (12 Wo.)        | 12     |
| Österreich (Ö3)                | 3 (11 Wo.)        | 11     |
| Schweiz (IFPI)                 | 3 (13 Wo.)        | 13     |
| Vereinigte Staaten (Billboard) | 2 (57 Wo.)        | 57     |

| ChartsJahrescharts (2023)      | Platzierung |
| ------------------------------ | ----------- |
| Vereinigte Staaten (Billboard) | 49          |

| ChartsJahrescharts (2024)      | Platzierung |
| ------------------------------ | ----------- |
| Vereinigte Staaten (Billboard) | 64          |

### Auszeichnungen für Musikverkäufe
| Land/Region                  | Auszeichnungen für Musikverkäufe (Land/Region, Auszeichnung, Verkäufe) | Verkäufe |
| ---------------------------- | ---------------------------------------------------------------------- | -------- |
| Australien (ARIA)            | Gold                                                                   | 35.000   |
| Frankreich (SNEP)            | Platin                                                                 | 100.000  |
| Kanada (MC)                  | 2× Platin                                                              | 160.000  |
| Neuseeland (RMNZ)            | Platin                                                                 | 15.000   |
| Vereinigtes Königreich (BPI) | Gold                                                                   | 100.000  |
| Insgesamt                    | 2× Gold · 4× Platin ·                                                  | 410.000  |